# São Félix (kommun)
São Félix är en kommun i Brasilien.   Den ligger i delstaten Bahia, i den östra delen av landet, 1 000 km öster om huvudstaden Brasília. Antalet invånare är 14 099.
Omgivningarna runt São Félix är huvudsakligen savann. Runt São Félix är det tätbefolkat, med 257 invånare per kvadratkilometer.